# Mauritiusi sándorpapagáj
A mauritiusi sándorpapagáj (Alexandrinus eques) a madarak osztályának papagájalakúak (Psittaciformes) rendjébe a szakállaspapagáj-félék (Psittaculidae) családjába tartozó faj. A szervezetek egy része az átsorolást még nem fogadta el, és a Psittacula nembe sorolja.

## Rendszerezés
Besorolása vitatott, egyes rendszerezők szerint a Psittacula eques echo néven.

## Előfordulása
Mauritius déli részén honos. Réunion szigetéről már kipusztult. A természetes élőhelye erdők és cserjések.

## Megjelenése
Testhossza 36-42 centiméter, testtömege 167-193 gramm. Tollazata zöld, hasi része világosabb.

## Életmódja
Főleg gyümölcsökkel táplálkozik, de fogyaszt magvakat, virágokat, kéreget, rügyeket, leveleket és fiatal hajtásokat is.

## Szaporodása
Fészekalja 2-3 tojásból áll, melyen 21-25 napig kotlik.